# Giovanni Battista de Toni
Giovanni Battista de Toni (ur. 2 stycznia 1864 w Wenecji, zm. 31 lipca 1924  w Modenie) – włoski botanik i mykolog.

## Życiorys
Giovanni Battista de Toni w 1885 roku ukończył nauki przyrodnicze i chemię na Uniwersytecie Padewskim. W 1882 ożenił się. Przez kilka lat pracował jako bibliotekarz w muzeum w Padwie, jednocześnie studiując medycynę. W latach 1900–1916 wykładał botanikę na Uniwersytecie w Camerino, potem na Uniwersytecie w Modenie. W tym okresie dużo podróżował do Szwecji, Holandii, Anglii, Szwajcarii, Francji i Tunezji, poznając wielu wybitnych naukowców i kontynuując swoje badania glonów. Na Uniwersytecie w Modenie prowadził zajęcia z zoologii, anatomii porównawczej i fizjologii, geologii, przedmiotów medycznych. Kierował także stacją rolniczą i szkołą weterynaryjną w Modenie. W latach 1898, 1909 i 1915 r. trzykrotnie otrzymał nagrodę Desmazièresa w Paryskiej Akademii Nauk. Został honorowym członkiem Royal Microscopical Society of London i członkiem wielu akademii, w tym Instytutu Weneckiego. Studia z medycyny ukończył dopiero w 1916 i zaraz zaczął nieodpłatną pracę w szpitalu dla rannych żołnierzy.

## Praca naukowa
Początkowo skupiał się tylko na systematyce glonów i grzybów, później zajął się również fizjologią i biogeografią. Był współtwórcą 25 tomowego dzieła Sylloge Fungorum hucusque cognitorum, w którym opisał grzyby Gasteromycetes, Phycomycetes, Ustilaginales, Uredinales, a następnie Schizomycetes i Saccharomycetes. W 1889 r. opublikowano jego napisane po łacinie monumentalne dzieło Sylloge Algarum omnium hucusque cognitarum. Była to syntetyczna, 6–tomowa praca, w której zebrał informacje o 14 440 gatunkach glonów z całego świata, opisanych już w wielu broszurach, książkach i czasopismach przez licznych autorów. Było wśród nich wiele gatunków po raz pierwszy opisanych przez de Toniego.
Jako przyrodnik-historyk opublikował pracę na temat Leonarda da Vinci, zatytułowaną „Le piante e gli animali in Leonardo da Vinci” (Rośliny i zwierzęta w dziełach Leonardo da Vinci). Od 1890 był redaktorem czasopisma „La Nuova Notarisia”, kwartalnika poświęconego badaniu glonów.
Opisał wiele nowych gatunków glonów i grzybów. W nazwach naukowych utworzonych przez niego taksonów dodawany jest cytat De Toni. Od jego nazwiska utworzono nazwy wielu rodzajów glonów i grzybów, m.in.: Detonia Sacc., Detoniella Trev., Detonina O. K., Detonula Schuett.